# Vicente Dias
Vicente Dias (Lagos, ... – ...; fl. XV secolo) è stato un esploratore portoghese.

## Biografia
Capitano di una caravella da 45 tonnellate per Enrico il Navigatore e esperto navigatore dell'Atlantico, venne proposto da Enrico all'esploratore veneziano Alvise Da Mosto e con esso nel 1455 esplorò il Senegal e il Gambia e l'anno seguente scoprì le isole di Capo Verde e le isole Bissagos ed esplorò l'odierna Guinea-Bissau insieme al navigatore genovese Antoniotto Usodimare.
Tuttora la frazione omonima di São Filipe nell'isola di Fogo a Capo Verde prende il nome dal navigatore.